# Лук'яшко Катерина Василівна
Катерина Василівна Лук'яшко (нар. 10 грудня 1993, смт. Ріпки, Чернігівська обл.) — українська журналістка, ведуча.

## Життєпис
Народилася 10 грудня 1993 року в селищі Ріпки на Чернігівщині.
Закінчила факультет культурології Київського національного університету культури і мистецтв (2016) та факультет журналістики Національного авіаційного університету (2018).
Починала свій професійний шлях з посади кореспондента районної газети «Життя Полісся» та чернігівського щотижневика «Сім Днів». 3 2016 року була журналістом рубрик «Культура» та «Коментарі», а пізніше редактором відділу «Новини» газети «Газета по-українськи», сайту Gazeta.ua та журналу «Країна». Пише авторські колонки, огляди на кіно.
В 2020 році стала ведучою авторської програми «Світські хроніки. Weekend» на телеканалі «Київ».
Пише про культуру і мистецтво для Korydor, Playboy, Сенсор, Україна Молода, GreenPost, Аrtslooker, post impreza, DIVOCHE.MEDIA.

## Медіа-активність
У 2019 році взяла участь у 9 сезоні шоу «Зважені та Щасливі» на каналі СТБ.
Знялась у серіалі "«Дієта № 0»
Учасниця програми «Праймвечір. Акценти» на Українське радіо.
Веде свій блог у ТікТок.